# Jim DeRogatis
James "Jim" DeRogatis (n. 2 de septiembre de 1964 en Jersey City, Nueva Jersey) es un periodista y crítico de música estadounidense. DeRogatis ha escrito artículos para revistas como Spin, Guitar World y Modern Drummer, y fue el crítico de música de Chicago Sun-Times durante quince años. Es, también, copresentador del talk show de música rock Sound Opinions, que se emite en la emisora Chicago Public Radio.
En abril de 2010 la Columbia College Chicago anunció que incluirá a DeRogatis como miembro de la facultad a tiempo completo de su Departamento de inglés.